# Balad (Israël)
Balad (Hebreeuws: בל״ד afkorting voor ברית לאומית דמוקרטית , Brit Leumit Demokratit, in het Arabisch wordt de partij التجمع الوطني الديمقراطي , Al-Tajamu' Al-Watani Al-Dīmūqrati, Nederlands: Nationaal-Democratische Vergadering. Het woord balad (بلد) betekent in het Arabisch land) is een Israëlische politieke partij die opkomt voor de rechten en belangen van Israëlische Arabieren. De huidige leider van Balad is Sami Abu Shehadeh.

## Ontstaan
Balad werd in 1995 opgericht door Israëlische Arabische intellectuelen onder leiding van professor Azmi Bishara. Bij de parlementsverkiezingen van 1996 ging Balad een alliantie aan met Hadash en de gezamenlijke lijst verwierf 5 zetels. In 1999 ging Balad een alliantie aan met Ta'al van Ahmad Tibi. De verkiezingsuitslag verliep echter ongustig; men verwierf slechts 2 zetels. Er ontstond al gauw ruzie tussen Bishara en Tibi, en de alliantie viel uiteen. Balad was nu maar met één zetel (die van Azmi Bishari) in de Knesset vertegenwoordigd.
In 1999 kandideerde Bishara zich, als eerste Arabier in de Israëlische geschiedenis voor de premiersverkiezingen. Na onderhandelingen met Ehud Barak van de Arbeidspartij, trok hij zijn kandidatuur echter in.
Voor de verkiezingen van de 16e Knesset in 2003 werden er drie Balad-leden gekozen: Bishara, Wasil Taha en Jamal Zahalka.
In juni 2020 werd parlementariër Samy Abu Shahadeh positief getest op het coronavirus waardoor 700 Knesset-medewerkers niet naar hun werkplek mochten.

## Opstelling in het Israëlisch-Palestijnse conflict
Balad is voorstander van een Palestijnse Staat die gevestigd moet worden op de Westelijke Jordaanoever en de Gazastrook. Oost-Jeruzalem zou ook deel moeten gaan uitmaken van de Palestijnse Staat.
In 2002 werd Azmi Bishara aangeklaagd omdat hij ervan werd beschuldigd dat hij in toespraak Hezbollah en de gewapende strijd tegen Israël zou hebben geprezen. Bishara diende een petitie in bij het hooggerechtshof waarin hij protesteerde dat zijn toespraken onder de parlementaire immuniteit vallen. Het hooggerechtshof oordeelde in zijn voordeel.
In 2003 verbood het Centraal Uitvoerend Comité van het Israëlisch parlement dat Balad en Bishara niet mocht meedoen aan de parlementsverkiezingen van dat jaar (hetzelfde lot trof Ta'al en Ahmad Tibi) omdat de partij(en) de Israëls legale status als Joodse staat niet zou(den) respecteren. Het initiatief tot de ban op Balad (en Ta'al) kwaM van Michael Kleiner, de leider van de extreemrechtse Herutpartij. Het Israëlisch hooggerechtshof maakte aan die ban een einde.
Balad is een nationalistische en secularistische partij. Men steunt de tweestaten-oplossing zoals hierboven aangegeven en wil Israël van een Joodse staat transformeren in een "democratische staat die de rechten van iedereen, zowel van Joden, Arabieren en de opheffing van alle wetten en instellingen die discriminerend zijn voor Arabieren." Sommigen zien deze punten als anti-zionistisch of zelfs anti-Israëlisch. Toch bepleit Balad nergens de opheffing van Israël of benadeling van Joden.
Balad wil dat Palestijnse vluchtelingen terugkeren, wil de Golanhoogten aan Syrië teruggeven en steunt de scheiding van kerk en staat.

## Baladoprichter Bishara beschuldigd van hoogverraad
Knessetlid en Baladoprichter Azmi Bishara gaf in april 2007 zijn zetel op omdat de politie hem van hoogverraad betichtte. Bishara zou gedurende de Israëlisch-Libanese Oorlog van 2006 gewichtige informatie aan Hezbollah hebben doorgespeeld die van nut konden zijn voor de raketbeschietingen van Hezbollah op Israëlisch grondgebied. Bishara verblijft sindsdien in het buitenland. Zijn opengevallen plaats werd ingenomen door Said Naffaa.
Op 24 februari 2009 nam Hanin Zoabi uit Nazaret plaats in de Knesset. Zij werd in 1997 lid van de partij en was de eerste vrouw in een Arabische partij. Op 12 februari 2015 besloot de Israëlische kiescommissie om Zoabi uit te sluiten van deelname aan de Israëlische parlementsverkiezingen 2015, maar deze uitsluiting werd door het Israëlische Opperste Gerechtshof ongedaan gemaakt. Op 18 september 2016 pakte de Israëlische politie een twintigtal functionarissen op onder verdenking van fraude met campagnegeld dat de partij uit binnen- en buitenland ontvangen had. Onder de verdachten was partijvoorzitter Awad Abdul-Fatah.De partij spreekt de beschuldigingen tegen en ziet er een politiek motief achter. Juist vanwege het tijdstip van de actie: in het holst van de nacht!

## Verkiezingsuitslagen oprichting-heden
| Zetelverdeling periode 1996-heden                                                    |
| 1996: 2 (lijst met Hadash -5 )                                                       |
| 1999: 1 (lijst met Ta'al - 2)                                                        |
| 2003: 3                                                                              |
| 2006: 3                                                                              |
| 2009: 3                                                                              |
| 2013: 3                                                                              |
| 2015: 3 (+ 2 roulerende zetels); (Gezamenlijke Lijst met Ra'am, Ta'al en Hadash: 13) |
| 2022: 0                                                                              |